# 스즈키 히로키 (1985년생 배우)
스즈키 히로키(일본어: 鈴木 拡樹, 1985년 6월 4일 ~ )는 일본의 배우이다. 2007년에 텔레비전 실사 드라마 풍마의 코지로의 레이라 역으로 데뷔하였다.

## 출연작

### 드라마
- 풍마의 코지로 - 레이라 역
- 가면라이더 디케이드 - 켄다데 카즈마 역